# 翁英
翁英（17世紀—1647年10月16日），字際蜚，南直隸松江府華亭縣（又作上海縣）北橋人，明朝、南明軍事人物。

## 生平
翁英是崇禎三年（1630年）的武舉人，次年（1631年）參加武會試，發榜後朝廷譁然，崇禎帝命令方逢年、倪元璐再次考試，取錄他為一甲第二名武進士，並因時需才而倣效文科設立殿試、傳臚，自此武科有殿試。之後他歷任游擊、參將後辭官歸鄉，適逢明朝滅亡，沈猶龍在松江府起兵，他協助守城，隆武元年（1645年）八月城破時護衛對方離開東門；不久隱居北橋，但很快投靠監國魯王朝廷為副總兵，參與吳勝兆、謝堯文的通表一事，和劉曙、顧咸正、夏完淳等人被逮至南京遇害。

## 引用
1. 1 2  民國《江蘇省通志稿·人物志·第五十九卷·忠節三》：翁英，字際蜚，華亭人。崇禎四年武會舉第一，廷試一甲第二人，官游擊將軍。後與沈猶龍同守郡城，城破，隱於北橋。與吳勝兆反正，見捕，死江寧。
2. ↑  同治《上海縣志·卷十六·選舉表中》：武科……明……（崇禎）三年庚午科（武舉人） 翁英 見進士 四年辛未科（武進士） 翁英 中式第一人，廷試第三【二】人，有傳
3. ↑  同治《上海縣志·卷十九·人物二》：翁英，字際蜚，北橋人，以武科應崇禎四年會試，榜發論者大譁聞於上，上命方逢年、倪元璐再試，乃取翁英等。以時方需才，請殿試傳臚如文例，武有殿試始此 見《明史》選舉志 。英厯官參將歸，會明亡沈猶龍起兵，英助城守，城破隱於家，吳勝兆之亂見捕，死於江甯。
4. ↑  錢海岳《南明史·卷五·本紀第五》：（監國魯二年九月）丙辰，諸生欽浩通表事發，知縣劉曙、顧咸正與夏完淳、翁英等執至南京，死之。
5. ↑  錢海岳《南明史·卷四十六·列傳第二十二》：（隆武元年八月）參將翁英衛（沈）猶龍出（松江府城）東門……英，字際蜚，嵩江華亭人。崇禎四年武進士第二。城陷，隱北橋。魯王擢副總兵。以（謝）堯文通表事連死。